# Monte Sacro (Quartier)

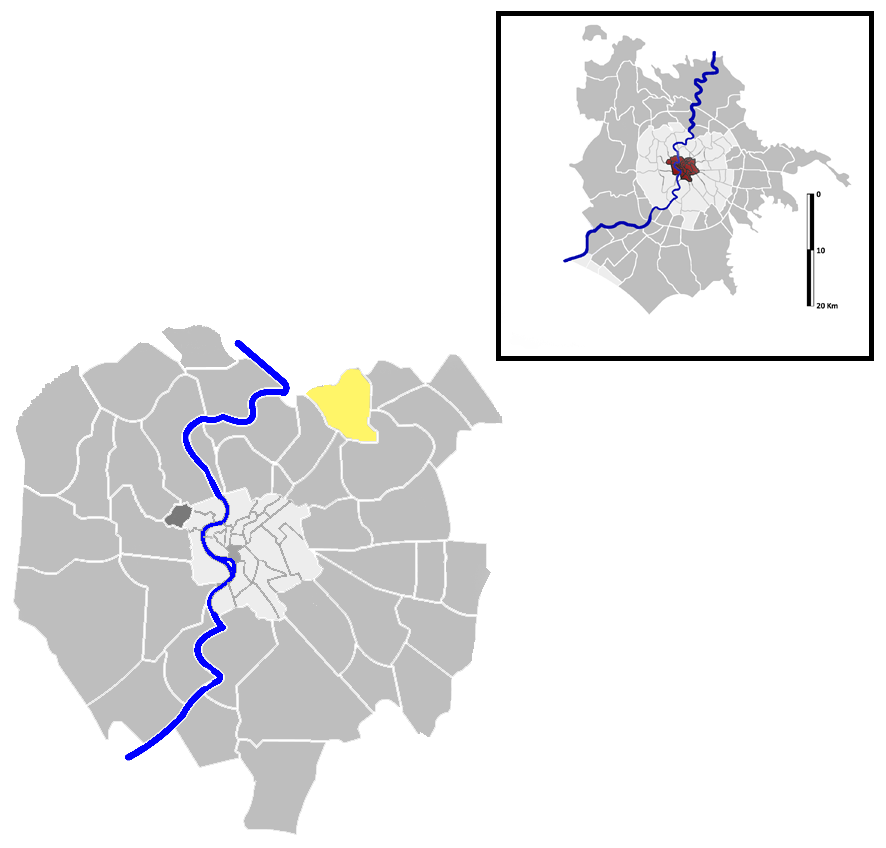
Lage von Monte Sacro in Rom

Monte Sacro ist ein Quartier im Nordosten der italienischen Hauptstadt Rom. Es hat eine Fläche von 4,1991 km² und 59.701 Einwohner im Jahre 2016. Das Quartier wird als Q.XVI bezeichnet und ist Teil von Municipio III. Es bildet die mit dem Code 4.a bezeichnete « zone urbanistiche » , mit 419,91 ha.

## Geschichte
Monte Sacro wurde 1924 mit dem Namen Città Giardino-Aniene als Gartenstadt Aniene gegründet. Aber bereits nach knapp 30 Jahren ging der Charakter als Gartenstadt verloren und erste Gebäude wurden durch neue ersetzt. 1951 wurde es nach dem Mons Sacer benannt. 

## Bemerkenswerte Orte
- Ponte Nomentano
- Santi Angeli Custodi
- Santissimo Redentore a Valmelaina
- Santa Maria Assunta al Tufello
- San Clemente
- Gesù Bambino a Sacco Pastore
- Santa Gemma Galgani